# Ixodes lemuris

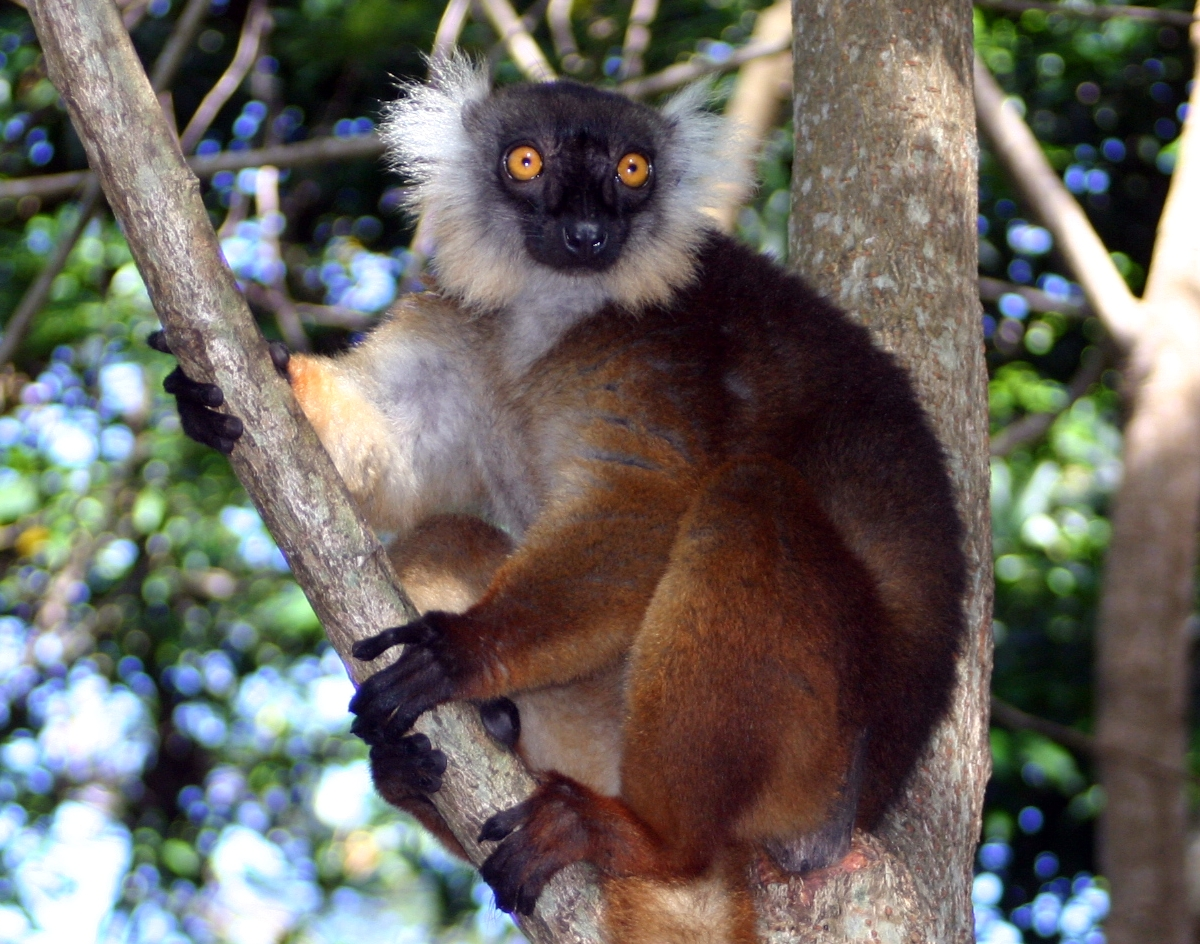
Один из видов-хозяев: чёрный лемур (Eulemur macaco), на котором паразитируют клещи Ixodes lemuris.

Ixodes lemuris  (лат.) — вид клещей рода Ixodes из семейства Ixodidae. Африка. Паразитируют на млекопитающих: среди хозяев чёрный лемур (Eulemur macaco). Вид был впервые описан в 1958 году английским энтомологом Доном Артуром (Don Ramsay Arthur, King’s College, University of London).

## Распространение
Африка: Кения, Малави, Танзания.